# 跷功

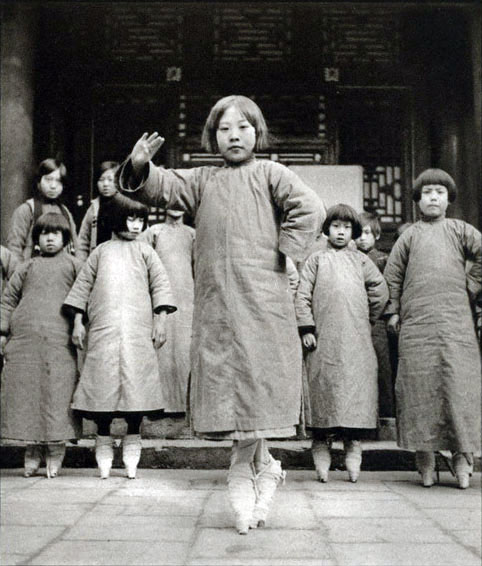
1934年，北京一所戏剧学校的女生，她们正在练习的是跷功。

跷功是中国戏曲中特有的表演技能，演员穿上特制的跷鞋模仿小脚女性，仅用脚趾承重。
清朝康熙十年（1671年），政府开始禁止女性登台表演。女性角色则由男性反串。男性演员，尤其是京剧男旦，需要通过练习跷功来模仿女性的步态，虽然角色本身可能并非缠足时代的女性。在某些剧目中，跷功被用以表现女性的性特征。譬如《战宛城》中，饰演邹氏的演员需要向观众露出跷脚，用以表现寡居的邹氏思春，即使邹氏这一角色是一位东汉女性。跷功的练习过程几乎如同缠足一样痛苦，同时，与缠足一样，练习跷功会导致脚部变形。
晚清时，女演员开始公开登台表演，到民国初年，中国女性已开始放足，演员仍需从幼时开始练习跷功。中华人民共和国建国后，跷功表演已经绝迹。与传统戏曲相反，做为更受欢迎的娱乐形式，宋朝以后题材的电影和电视剧中，鲜见演员表现女性的小脚。近年来，有些女性旦角员开始重新练习跷功。2004年，有剧团在表演清朝题材的剧目时恢复这种表演，全场女性角色穿跷。进行这种表演同样导致演员脚部受伤、变形。